# 0교시는 인싸타임
《0교시는 인싸타임》은 2024년 11월 10일 공개된 시네마천국 드라마다.

## 기획 의도
익명 커뮤니티 어플 ‘인싸타임’의 관리자가 되어 전교생의 모든 비밀을 알게 된 ‘아싸’(아웃사이더)가 지독하게도 얽히고 싶었던 핵인싸 무리에 들어가며 펼쳐지는 하이틴 시크릿 로맨스

## 제작진

### 제작사
- 스튜디오브이플러스

### 연출
- 배하늘 :

### 극본
- 고이찬 :

## 출연진

### 주요 인물
- 김우석 : 강우빈 역
- 강나언 : 김지은 역
- 최건 : 이동민 역
- 손동표 : 모봉구 역
- 한채린 : 민설희 역

## 참고 사항
- 김우석은 《핀란드 파파》 이후 1년 만에 시네마천국 드라마에 출연한다.